# 권용남
권용남(1985년 12월 2일 ~ )은 대한민국의 축구 선수로서 포지션은 공격수이다.

## 축구인 생활

### 선수 생활
2009년 제주에서 번외지명으로 프로 입단하였다. 하지만 측면 수비수 포지션에서 별다른 성적을 올리지 못한 뒤 2010년 내셔널리그 천안시청으로 옮겼다. 천안시청에서 원래 포지션인 공격수로 다시 복귀한 권용남은 2010년 내셔널리그에서 13골, 7도움을 기록하였다. 2011년 다시 제주 유나이티드 FC에 돌아와, 2011년 6월 11일 수원과의 경기에서 결승골이자 자신의 프로 데뷔골을 터뜨렸다.